# Station Losari
Losari is een spoorwegstation in de Indonesische provincie West-Java.

## Bestemmingen
- Jalur KA Cirebon-Tegal